# Johan van Rotterdam
Johan van Rotterdam, auch Johannes von Rotterdam, (geboren am 28. März 1825 in Antwerpen; gestorben am 4. August 1877 in Mechelen) war ein belgischer Schriftsteller.

## Leben
Van Rotterdam war der Sohn des Lehrers Antoine-Jean (Antoon Johan) van Rotterdam († 1832). Seine erste Ausbildung erhielt er von seinem Vater, der auch Hendrik Conscience zu seinen Schülern zählte. Er war ein Verwandter (vermutlich der Neffe) von Jean Charles van Rotterdam (15. Dezember 1759 – 5. Juli 1834), eines Mediziners und des ersten Rektors der neu gegründeten Universität Gent. Nach dem Todes seines Vaters setzte er seine Ausbildung für eine kaufmännische Laufbahn fort und erhielt schon in jungen Jahren eine Anstellung in einem der bedeutendsten Handelshäuser Antwerpens, wo er als Handelsreisender aktiv war. Auf seinen Reisen kam er in viele kleine Städten und Dörfer an der belgischen Küste und fasste den Entschluss Romane über das Leben der einfachen Fischer und Küstenbewohner zu schreiben. Ein ähnliches Thema wählte 1861 auch Conscience in seinem Roman Bella Stock.
In den Jahren von 1845 bis 1864 veröffentlichte er mehrere Geschichten, Gedichte und Novellen in unterschiedlichen belgischen (flämischen) Zeitschriften und Zeitungen und war bis zu seiner Erkrankung im Jahr 1874 Herausgeber des Journal d’Anvers. Van Rotterdam war engagiertes Mitglied der Vereinigung „Voor Tael en Kunst“ (Für Sprache und Kunst) und verfasste von 1847 bis 1852 Beiträge und Kurzgeschichten für den Sprachenverband (niederländisch Het Taelverbond). Seine Werke fanden beim Publikum allgemeinen Beifall und wurden teilweise auch in andere Sprachen übersetzt. Er war Mitbegründer der Zeitschrift De Vlaemsche School, tydschrift voor kunsten, letteren en wetenschappen (‚die Flämische Schule, Zeitschrift für Kunst, Literatur und Wissenschaften‘), die seit 1855 erschien und für die er von 1855 bis 1857 die Kolumne zu Kunst- und Literaturnachrichten (niederländisch Kunst- en letternieuws) verfasste. In dieser Zeitschrift erschienen auch seine Kurzgeschichten, volkskundliche Artikel und Ausstellungsberichte und war bis 1862 auch in der Redaktion tätig. Aus seiner Ehe mit Joanna Mertens hinterließ er einen Sohn. Er starb bei den Barmherzigen Brüdern in Mechelen, in deren Obhut er seit 1874 lebte, da er an eine Gehirnerkrankung litt, die ihn seiner geistigen Fähigkeiten beraubt hatte. Mechelen war die Heimat seiner Mutter.

## Schriften (Auswahl)
- Het Huis van Joostens, een verhael. In: Vlaemsche Letterbode. 1845.
- De oude en de jonge wolven. In: Het Taelverbond. 4. Jahrgang, 1848, S. 43–48 (dbnl.org).
- Twee brave kinderen en een boosaardig mensch. Jonghmans, Antwerprn 1855 (Der Roman wurde im Zuge der Feierlichkeiten zum 400-jährigen Bestehen der Antwerpener Lukasgilde 1854 bei einem Wettbewerb der „Société de Rhétorique de Goudbloem“ mit dem ersten Preis ausgezeichnet, Es ist mit zwei Holzschnitten von P. De Cort nach Zeichnungen von Frans Gons verziert).[5]
- De dochter des visschers, eenvoudige geschiedenis uit de duinen. 1855 (dbnl.org).
  - Des Fischers Tochter – Geschichte aus den Dünen. Einhorn, Leipzig 1856 (Preisgekrönte Novelle der Gazette von Gent, ins Deutsche übertragen von August Kretzschmar [1812–1872], sammlungen.ub.uni-frankfurt.de).
- De smokkelaars en Herinneringen. 1857.
- Broeders en zusters en De Antwerpsche Ommegang. 1861.
- Oude vrienden. 1865.